# Pelteobagrus
Pelteobagrus is een geslacht van straalvinnige vissen uit de familie van stekelmeervallen (Bagridae).

## Soorten
- Pelteobagrus eupogon (Boulenger, 1892)
- Pelteobagrus intermedius (Nichols & Pope, 1927)
- Pelteobagrus tonkinensis Nguyen, 2005
- Pelteobagrus ussuriensis (Dybowski, 1872)